# Scinax ranki
Scinax ranki és una espècie de granota arborícola endèmica del Brasil sud-est. Habita els boscos tropicals o subtropicals secs de poca altitud i els rius. L'espècie es veu amenaçada per la destrucció del seu hàbitat natural provocada per la contaminació generada per l'explotació minera. S'han registrat exemplars a Monte Belo i a Poços de Caldas, ambdós a l'estat de Minas Gerais (Brasil), en zones d'uns 1.000 m d'altitud. És una espècie comuna en aquelles zones. La seva distribució podria ser superior, però no es disposen d'estudis en profunditat de les zones properes.